# Galcanezumab
Galcanezumabul este un anticorp monoclonal umanizat utilizat în profilaxia migrenelor. Calea de administrare disponibilă este cea subcutanată.

## Mecanism de acțiune
Galcanezumabul este un anticorp monoclonal IgG4 umanizat; acesta fixează peptida corelată cu gena calcitoninei (CGRP) și împiedică astfel activitatea sa biologică (având efect vasodilatator, CGRP poate induce migrenele).